# Sindulphe de Champagne
Sindulphe de Champagne ou saint Sindulphe, est un saint catholique du VIe siècle, ermite et évangélisateur de la Champagne . 

## Hagiographie
Sindulphe, contemporain de saint Basle, vient d'Aquitaine (Novempopulanie) en même temps que lui (Aquitaine première). Il s'installe dans la forêt des Ardennes (au nord de Reims) pour y vivre en ermite. La tradition indique qu'il donne des enseignements sur l'interprétation des Écritures aux personnes des alentours. Il est ordonné prêtre et à sa mort, vers l'an 600, il est enterré dans le village d'Aussonce. Sur sa sépulture il y eut de nombreux miracles, et Hincmar fit transférer son corps au village d'Hautvillers, puis fit bâtir une église sur sa sépulture,.
Saint Sindulphe  est le patron du village d'Hautvillers et de son église. Il est fêté le 20 octobre.

## Source
Flodoard, Histoire de l'église de Reims (l' Historia ecclesiæ Remensis écrite en latin), livre II, chapitre IX.